# Hipòfisi
La hipòfisi o glàndula pituïtària (o cos pituïtari), encara que és més coneguda de la primera forma -terme encunyat per l'anatomista alemany Samuel Thomas von Sömmerring (1755-1830) l'any 1758-, és una glàndula complexa de morfologia ovoide que s'allotja en un espai ossi anomenat sella turca de l'os esfenoide, situada a la base del crani, en la fossa cerebral mitjana, que connecta l'hipotàlem pel tronc pituïtari o tronc hipofisiari. La síndrome de la sella turca buida és una entitat clínica i neuroradiològica caracteritzada per una protrusió de l'aracnoide que envaeix aquest espai, comprimint la hipòfisi en sentit caudal. Contiguament a la sella turca es troben el si cavernós, diversos parells cranials i el quiasma òptic. Alhora, aquesta glàndula està controlada per l'hipotàlem i forma part de l'anomenat eix hipotàlem-hipofisiari. La hipòfisi secreta diversos tipus d'hormones: l'hormona del creixement i l'hormona luteïnitzant (LH) que estimula la maduració dels òvuls en el sexe femení i provoca secreció de testosterona en el sexe masculí. També, produeix l'hormona fol·liculoestimulant (FSH) que estimula els fol·licles ovàrics en les dones i la maduració espermàtica en els homes.

## Anatomia

Vista de la hipòfisi en 3D (vermell; cliqueu-la per veure-la en moviment).

La seva mida oscil·la entre els 6 i els 12 mm, depenent de l'edat, el sexe i l'estat hormonal de la persona. Si no existeix cap patologia, com ara un tumor. a partir dels 50-60 anys en ambdós sexes les imatges de ressonància magnètica mostren generalment una glàndula de 10 mm. Té un pes aproximat de 50 centígrams.

### Estructura
Consta de tres parts:
- Lòbul anterior, adenohipòfisi o hipòfisi anterior, que procedeix embriològicament d'un esbós faringi derivat de l'ectoderma (bossa de Rathke),[10] i secreta hormones per diferents tipus d'àcins glandulars compostos de cèl·lules acidòfiles, basòfiles i cromòfobes.[11] L'aplàsia congènita és una rara malformació d'aquesta estructura.[12]
- La hipòfisi mitjana,[13] que produeix dos polipèptids anomenats melanotropines alfa[14] i beta[15] o hormones estimulants dels melanòcits (HEM)[16] que augmenten la síntesi de melanina de les cèl·lules de la pell.
- Lòbul posterior o neurohipòfisi,[17] provinent del diencèfal, al qual queda unit a través del tronc hipofisiari i format quan es desenvolupa la bossa de Rathke. Actua com a magatzem d'hormones.[18] Les anomalies del tronc de la hipòfisi sovint són causa de diabetis insípida, hipopituïtarisme i/o hiperprolactinèmia.[19]

### Irrigació
La hipòfisi rep irrigació sanguínia de les artèries hipofisiàries superiors i inferiors. L'artèria hipofisiària superior neix de la caròtide interna. Algunes de les seves branques penetren en el tronc hipofisiari i terminen en els sinusoides o en seva la xarxa capil·lar.
Aquests sinusoides estan situats en la base de l'hipotàlem i són agrupacions de curtes artèries terminals rectes amb una gruixuda capa muscular, envoltades de molts capil·lars. La seva funció és regular el pas de la sang cap el lòbul anterior i les estructures vasculars adjacents, controlant així l'entrada de les hormones hipotalàmiques en el torrent circulatori. A partir de la xarxa capil·lar perisinusoïdal s'originen venes paral·leles que són els vasos llargs del sistema porta hipofisiari, els quals descendeixen pel tronc de la glàndula i terminen en els capil·lars del lòbul anterior, transportant elevades concentracions d'hormones alliberadores des de l'hipotàlem fins l'adenohipòfisi. En la malaltia d'Erdheim-Chester, la infiltració histiocitària del sistema porta de la hipòfisi provoca un panhipopituïtarisme. La irrigació del lòbul posterior prové de l'artèria hipofisiària inferior i en bona part és independent de la del lòbul anterior. La sang venosa dels lòbuls hipofisiaris drena en el si cavernós per mitjà de diverses venes. Els vasos porta curts, originats en la porció distal del tronc i en el lòbul posterior, també penetren en el lòbul anterior i transporten substàncies des de la hipòfisi posterior fins a la porció distal troncal. Els sins hipofisiaris estan revestits d'endoteli. Entre la membrana basal de l'endoteli sinusoïdal i les cèl·lules parenquimatoses, existeix un espai perisinusoïdal dins del qual s'alliberen els grànuls secretors abans de la seva dissolució i entrada en l'interior dels sinusoides. La sang que surt dels capil·lars de l'adenohipòfisi desemboca en la vena jugular interna.

### Innervació
El lòbul anterior està innervat per feixos nerviosos simpàtics. El lòbul posterior rep fibres sense mielina provinents directament de neurones hipotalàmiques (feixos supraòptic-hipofisiari i tubero-hipofisiari) a través del tronc de la hipòfisi.

## Fisiologia
Els dos lòbuls tenen activitat pròpia, essent responsable cada u de la secreció específica de diferents hormones:
- El lòbul anterior secreta somatotropina, tirotropina (TSH), corticotropina (ACTH), hormona fol·liculoestimulant (FSH) i hormona luteoestimulant (LH).
- El lòbul posterior secreta oxitocina i hormona antidiürètica (vasopressina o ADH).[22]

La secreció de les hormones hipofisiàries es pulsàtil i reflexa els estímuls exercits per un conjunt de factors alliberadors hipotalàmics determinats. Cadascuna aquestes hormones provoca respostes específiques en altres teixits glandulars perifèrics. És important tenir en compte que les hormones de la neurohipòfisi no son sintetitzades per aquesta, sinó per l'hipotàlem i que només les emmagatzema i les secreta en cas de necessitat. En concret, l'oxitocina és produïda exclusivament pel nucli paraventricular i l'hormona antidiürètica pels nuclis paraventricular i supraòptic de l'hipotàlem.